# Ion Nestor
Ion Nestor (n. 25 august 1905, Focșani – d. 29 noiembrie 1974, București) a fost un istoric și arheolog român, membru corespondent al Academiei Române.

## Biografie
A urmat studiile secundare la Focșani, iar pe cele universitare la București, urmând cursurile Facultății de Litere și Filozofie, secția Filologie Clasică până în 1926, obținând licența în filologie clasică și secundar arheologie. Interesul pentru studiu i-a facilitat specializarea în anii 1928-1932 la Berlin și Marburg (Lahn), participând totodată la cercetările arheologice care relevau cultura neolitică de la Nördlingen (?). Prezența la Berlin l-a adus și în fața unor materiale păstrate în cadrul Muzeului de Arheologie, la secția preistorică, provenind de pe teritoriul românesc, recoltate în deceniile anterioare. Studierea lor i-a permis realizarea fișelor de evidență pentru cele din culturile Cucuteni, Sărata Monteoru, Cernavodă ș.a.
Ion Nestor a fost, alături de Sorin Pavel și Petre Pandrea, autor al Manifestului Crinului Alb, publicat în numerele 8-9 (august-septembrie) din 1928 ale revistei Gândirea. A devenit, potrivit criticului Zigu Ornea, un adept al ideologiei rasiste a filozofului german Oswald Spengler.
În anul 1932 a prezentat ca teză de doctorat la Universitatea „Philip” din Marburg o pertinentă analiză a stadiului cercetărilor în domeniul preistoriei de pe teritoriul României. Comisia de examinare, apreciind superlativ contribuția cercetătorului, i-a recomandat să întreprindă în continuare noi cercetări care să permită redactarea unei ample lucrări care să ofere o largă paletă de date referitoare la evoluția viețuirii omului în teritoriul carpato-dunăreano-pontic în timpurile îndepărtate. Această lucrare, care prin completările făcute a devenit o laborioasă sinteză, a fost publicată în 1933 în limba germană (Der Stand der Vorgerschichtsforschung in Rumänien) și a fost distinsă de Academia Română cu Premiul „Vasile Pârvan”.
Pasionatul cercetător a considerat de datoria lui să aprofundeze problemele coroborând informațiile deja dobândite, tezaurizate în colecțiile muzeelor. În acest sens, la 13 februarie 1934, dr. Ion Nestor, asistent la Muzeul Național de Antichități, informa conducerea Ministerului Instrucțiunii, Cultelor și Artelor că a publicat la Berlin, sub auspiciile Institutului Arheologic din Germania o lucrare de sinteză despre preistoria României. Considerând că este necesară o completare a documentației pe baza unor vizite la muzee și realizarea de fotografii, a solicitat sprijinul material din partea ministerului. Rezoluția ministrului din 13 februarie 1934 solicită academicianului prof. Ioan Andrieșescu, directorul Muzeului Național de Antichități din București, să refere în această problemă. Operativ la 18 februarie 1934 ministerul primea răspunsul lui Ioan Andrieșescu care, prin cele formulate, făcea o călduroasă recomandare la adresa lui Ion Nestor.
Doctor docent în istorie, arheolog, cu o intensă activitate în cadrul Muzeului Național de Antichități și a Institutului de Arheologie din București a coordonat în decursul anilor de activitate cercetările de pe șantierele arheologice de la Glina, Sărata Monteoru, Zimnicea, Glăvăneștii Vechi, Corlăteni, Suceava, Dridu, Bratei, Păcuiul lui Soare.
Din 1945 a desfășurat concomitent o prestigioasă carieră didactică ca profesor la Universitatea din București, contribuind la formarea de discipoli care, prin cele întreprinse, au dovedit că au receptat cum se cuvine cele învestite de mentorul Ion Nestor. Prin studiile întreprinse, Ioan Nestor a contribuit la fundamentarea procesului de formare a poporului român, constituind totodată un prețios îndreptar metodologic pentru mai tinerii colaboratori prin modul de analiză, de sinteză, de susținere a tezelor enunțate.
Ion Nestor a avut contribuții majore în domeniul periodizării culturilor neo și eneolitice a perioadei de tranziție care a condus la epoca metalelor. Contribuțiile sale au fost integrate în tratatul Istoria României, vol. I, 1960 și în Istoria poporului român, 1970.
Pedant publicist, cele încredințate tiparului constituie un permanent îndreptar metodologic. Aprecierea din partea cercetătorilor străini s-a concretizat și prin încredințarea misiunii de a fi redactor pentru România a contribuțiilor integrate în Inventaria Archeologica și Prähistorirische Bronzefunde, precum și prin alegerea sa ca membru al Institutului Arheologic German, al Societății de Arheologie din Iugoslavia, al Consiliului permanent al Uniunii Internaționale de Științe Pre și Protoistorice, al Uniunii Internaționale de Arheologie Slavă. La 2 iulie 1955 a fost ales membru corespondent al Academiei Române.
Ca formator de viitori cercetători, Ion Nestor era atent la modul de enunțare a constatărilor fiecărui participant pe șantier, intervenind, atunci când considera necesar, cu conexiuni care permiteau o clarificare a problemei în discuție. Pedant până la detaliu, cerea colaboratorilor să acorde atenție fiecărui amănunt întâlnit în cadrul săpăturii, consemnarea imediată a celor observate, permițând ulterior realizarea unei analize a cărei finalitate consta în înțelegerea evoluției modului de viată a creatorilor culturii materiale și spirituale respective.
A fost Laureat al Premiului de Stat (1962).